# Việt
I viet (o anche kinh, gin; in vietnamita: Việt; o anche người Việt o người Kinh, "popolo việt" o "popolo kinh") sono il più grande gruppo etnico del Vietnam, originari del nord del Paese e delle regioni del sud della Cina confinanti con lo stesso Vietnam.
Essi rappresentano l'86% della popolazione totale del Paese secondo il censimento del 1999 e sono ufficialmente conosciuti anche come kinh per distinguerli dagli altri gruppi etnici vietnamiti.
In Cina sono ufficialmente riconosciuti come minoranza etnica per le regioni intorno alla provincia di Guangxi e nel cinese mandarino standard sono chiamati col loro nome originario, jing/gin o jingzu/ginzu.
Sebbene siano geograficamente e linguisticamente riconosciuti come appartenenti all'Asia sud-orientale, i lunghi periodi di dominazione cinese li hanno culturalmente avvicinati ai popoli dell'Asia orientale, più specificatamente alle popolazioni del sud della Cina.

## Origini
Secondo la leggenda, il primo vietnamita discendeva dal dragone Lạc Long Quân e dallo spirito Âu Cơ. Essi si sposarono ed ebbero un migliaio di uova dalle quali nacquero altrettanti bambini. Il primogenito Hùng Vương divenne il primo re del Vietnam. Gli antenati dell'attuale popolo vietnamita emigrarono poi dal sud della Cina fino al delta del fiume Rosso e si mescolarono con le popolazioni indigene locali.
Nel 258 d.C. An Dương Vương fondò il regno di Âu Lạc in quello che è oggi il nord del Vietnam. Nel 208, Chao Tuo (conosciuto anche come Triệu Đà), un generale della dinastia cinese Qin, si alleò con il popolo yue residenti in quello che oggi è il Guangdong e si dichiarò re del Nam Việt. Sconfisse An Dương Vương e riunì Âu Lạc con i territori a sud della Cina, chiamando il suo regno Nam Việt o Yue del Sud ("Nam" significa "sud").
La parola "việt" appartiene alla stessa famiglia linguistica della parola "yuet", che è la pronuncia di "yue" nel cinese antico e in alcuni dialetti cinesi di oggi. Il termine fu usato da vari popoli nelle regioni del sud della Cina e del nord del Vietnam.

## Popolazione
Originari del nord del Vietnam e del sud della Cina, i viet nel corso dei secoli hanno conquistato molti territori appartenuti al regno Champa e all'Impero Khmer. Sono stati il gruppo etnico dominante in molte province del Vietnam e costituiscono tuttora un'ingente porzione della popolazione nazionale di Vietnam e Cambogia. Sotto i khmer rossi, sono stati uno dei popoli più perseguitati. Decine di migliaia di viet sono stati uccisi in massacri di massa. Molti dei sopravvissuti si sono poi rifugiati in Vietnam.
Durante il XVI secolo, alcuni viet migrarono in Thailandia e in Cina. I loro discendenti cinesi hanno poi formato il popolo gin, una minoranza oggi ufficialmente riconosciuto dalla repubblica cinese.
Quando i francesi lasciarono il Vietnam nel 1954, alcuni viet migrarono in Francia. Comunque, in Francia era già presente una consistente comunità di vietnamiti dalla fine della prima guerra mondiale. A seguito della ripartizione tra Vietnam del Nord e Vietnam del Sud, circa un milione di viet migrarono da nord a sud per sfuggire alle persecuzioni. Intanto, un piccolo gruppo di residenti del sud cominciò a migrare al nord.
Dopo la guerra del Vietnam, molti viet lasciarono il loro Paese. Molti si stanziarono in Nord America, nell'Europa occidentale o in Australia. Centinaia di migliaia di viet furono mandati per studio o per lavoro nell'Europa centrale e nell'Europa dell'est e si riunirono poi in quella che oggi è una consistente comunità vietnamita.